# Par 6 (película)
Par 6 es una película estadounidense de drama y comedia de 2002, dirigida por Grant Heslov, escrita por Candice Levenson, a cargo de la fotografía estuvo Amit Bhattacharya y el elenco está compuesto por Misha Collins, Jeffrey Jones y John Carroll Lynch, entre otros. El filme fue producido por Par 6 Productions y farSight films; se estrenó el 16 de abril de 2002.

## Sinopsis
Este largometraje trata acerca de un hombre descarado que vuelve al campo de su familia en Texas, y abre una cancha de golf junto a sus hermanos.